# Velika nagrada Sirakuz 1963
Velika nagrada Sirakuz 1963 je bila peta neprvenstvena dirka Formule 1 v sezoni 1963. Odvijala se je 25. aprila 1963 v Sirakuzah na Siciliji.

## Dirka
| Poz | Dirkač                  | Moštvo                         | Konstruktor     | Čas/Odstop              | Št. m. |
| --- | ----------------------- | ------------------------------ | --------------- | ----------------------- | ------ |
| 1   | Jo Siffert              | Ecurie Filipinetti             | Lotus-BRM       | 2.06:25.4               | 1      |
| 2   | Carel Godin de Beaufort | Ecurie Maarsbergen             | Porsche         | + 1:20.6 s              | 4      |
| 3   | Carlo Abate             | Scuderia Centro Sud            | Cooper-Maserati | 55 krogov               | 5      |
| 4   | Bob Anderson            | DW Racing Enterprises          | Lola-Climax     | 52 krogov               | 2      |
| 5   | Jo Bonnier              | Rob Walker Racing Team         | Lotus-Climax    | 49 krogov               | 3      |
| 6   | Gaetano Starrabba       | Gaetano Starrabba              | Lotus-Maserati  | 49 krogov               | 10     |
| Ods | Günther Seiffert        | Autosport Team Wolfgang Seidel | Lotus-BRM       | Menjalnik               | 9      |
| Ods | Bernard Collomb         | Bernard Collomb                | Lotus-Climax    | Prednje vzmetenje       | 7      |
| Ods | Lorenzo Bandini         | Scuderia Centro Sud            | Cooper-Maserati | Črpalka zaa olje        | 6      |
| Ods | André Wicky             | André Wicky                    | Cooper-Climax   | Motor                   | 8      |
| WD  | Phil Hill               | Ecurie Filipinetti             | Lotus-BRM       | Nepripravljen dirkalnik | -      |
| WD  | Jim Clark               | Team Lotus                     | Lotus-Climax    |                         | -      |
| WD  | Trevor Taylor           | Team Lotus                     | Lotus-Climax    |                         | -      |
| WD  | John Surtees            | SEFAC Ferrari                  | Ferrari         | Nepripravljen dirkalnik | -      |
| WD  | Nasif Estefano          | Scuderia Tomaso                | De Tomaso       | Nepripravljen dirkalnik | -      |

- Najboljši štartni položaj: Jo Siffert - 1:59.0
- Najhitrejši krog: Jo Siffert - 2:00.4